# Dan King
Daniel "Dan" King (Paris, Tennessee, 7 de enero de 1931 - Louisville, Kentucky,20 de enero de 2003) fue un jugador de baloncesto estadounidense que disputó una temporada en la NBA. Con 1,98 metros de estatura, jugaba en la posición de alero.

## Trayectoria deportiva

### Universidad
Jugó durante tres temporadas con los Hilltoppers de la Universidad de Kentucky Occidental, donde conicidió con leyendas de ese equipo como Tom Marshall, Art Spoelstra y Gene Rhodes. Fue uno de los mejores anotadores del equipo en sus temporadas sophomore y junior, promediando 10,4 y 13,8 puntos por partido respectivamente. En el total de sus tres temporadas el equipo consiguió 80 victorias y 14 derrotas.

### Profesional
En 1954 fichó por los Baltimore Bullets de la NBA, con los que disputó 12 de los 14 partidos que celebraron antes de que la franquicia desapareciese, promediando 1,6 puntos y 2,1 rebotes. Tras la desintegración de la plantilla, no fue elegido en el draft de dispersión por ningún equipo, acelerando su retirada debido a una lesión en el brazo que se produjo en su etapa universitaria.

## Estadísticas de su carrera en la NBA

### Temporada regular
| Temporada | Edad | Equipo            | Liga | Pos. | P  | TIT | MIN | TC  | TCA | %TC  | 3P | 3PA | %3P | TL  | TLA | %TL  | R.OF. | R.DEF. | REB | ASIS | ROB | TAP | PER | FP  | PTS |
| 1954-55   | 24   | Baltimore Bullets | NBA  |      | 12 |     | 8.6 | 0.6 | 1.8 | .318 |    |     |     | 0.4 | 0.8 | .500 |       |        | 2.1 | 0.3  |     |     |     | 0.4 | 1.6 |
| Total     |      |                   | NBA  |      | 12 |     | 8.6 | 0.6 | 1.8 | .318 |    |     |     | 0.4 | 0.8 | .500 |       |        | 2.1 | 0.3  |     |     |     | 0.4 | 1.6 |